# جيلكو راينر
جيلكو راينر (بالكرواتية: Željko Reiner)‏ هو طبيب وسياسي كرواتي، ولد في 28 مايو 1953 في زغرب في كرواتيا. حزبياً، نشط في الاتحاد الديمقراطي الكرواتي. وقد انتخب عضو البرلمان الكرواتي ‏ عن دائرة Electoral District I ‏ وقد انضم خلال فترته النيابية ‏ للكتلة البرلمانية الاتحاد الديمقراطي الكرواتي وانتخب وزير الصحة (1998 – ) وانتخب عضو البرلمان الكرواتي ‏.